# サン・プリスコ
サン・プリスコ（伊: San Prisco）は、イタリア共和国カンパニア州カゼルタ県にある、人口約12,100人の基礎自治体（コムーネ）。

## 地理

### 位置・広がり

#### 隣接コムーネ
隣接するコムーネは以下の通り。
- カープア
- カザジョーヴェ
- カザプッラ
- カゼルタ
- クルティ
- サンタ・マリーア・カープア・ヴェーテレ

### 気候分類・地震分類
サン・プリスコにおけるイタリアの気候分類 (it) および度日は、zona C, 928 GGである。
また、イタリアの地震リスク階級 (it) では、zona 2 (sismicità media) に分類される。